# Sophie Lorain
Pour les articles homonymes, voir Lorain.
À ne pas confondre avec l'actrice italienne Sophia Loren.
Sophie Lorain, née le 21 novembre 1957 à Montréal, est une actrice, réalisatrice, productrice et scénariste québécoise. Elle est connue en particulier pour ses rôles dans des séries télévisées, comme Fortier, pour laquelle elle reçoit plusieurs prix.

## Biographie
Sophie Lorain est la fille de Denise Filiatrault et de Jacques Lorain et la sœur de Danièle Lorain. Elle est aussi la mère du comédien Mathieu Lorain-Dignard.
Sophie Lorain entreprend sa formation à Londres à la Webber Douglas Academy of Dramatic Art. À son retour au Québec et jusqu’à la fin des années 1990, elle se consacre au théâtre, notamment dans de nombreuses mises en scène de Robert Lepage, d’Yves Desgagnés, d'Alexandre Hausvater et de Denise Filiatrault.
Présente au cinéma principalement depuis les années 1990, elle multiplie les rôles autant au Québec qu’ailleurs au Canada. Elle est de la distribution de films tels C't'à ton tour, Laura Cadieux, Mambo italiano, Les Invasions barbares, L'Odyssée d'Alice Tremblay, Maman Last Call et Avant que mon cœur bascule. En 2017, elle partage l'écran avec sa mère, Denise Filiatrault, dans le film C'est le cœur qui meurt en dernier, une adaptation du roman de Robert Lalonde. 
À la télévision, elle s’est d’abord fait connaître grâce à ses rôles dans différentes téléséries à succès, dont Scoop, Urgence et Omerta. Cependant, c’est le rôle de l’attachante et maladroite psychologue névrosée qu’elle tient dans la série Fortier  qui la fera connaitre à un plus large public. Entre 2000 et 2004, ce rôle lui vaut de multiples prix MétroStar et un prix Gémeaux. Après dix ans d'absence sur le petit écran, elle tient le rôle principal d'une urgentologue dans la série Au secours de Béatrice. 
Comme réalisatrice, Sophie Lorain a été impliquée dans différentes téléséries (Fortier, Un homme mort, La Galère, Nouvelle Adresse). En 2009, elle dirige son premier long métrage, Les Grandes Chaleurs, une adaptation d'une œuvre de Michel Marc Bouchard racontant la relation amoureuse d'une femme avec un jeune homme de plus de trente ans son cadet. En 2014, elle coscénarise le film La Petite Reine. En mars 2018, son second long-métrage, Charlotte a du fun, sort en salle au Québec. Cette comédie dramatique aborde la question du désir sexuel chez les jeunes filles,,.
Elle est également coproductrice des films C't'à ton tour, Laura Cadieux et de séries comme Fortier et Au secours de Béatrice. 
Au printemps 2018, elle amorcera le tournage de la seconde saison de Plan B, où elle tiendra le rôle principal, celui de Florence, mère de famille monoparentale et célèbre animatrice de radio réputée pour ses principes féministes,,. Toujours au cours de cette même année, elle agit en tant que co-productrice  et co-réalisatrice la série Les invisibles,, soit l'adaptation québécoise de la série française Dix pour cent (aussi connue au Québec sous le titre Appelez mon agent),.

## Filmographie

### Actrice

#### Cinéma
- 1974 : Il était une fois dans l'Est : Francine
- 1982 : Scandale : Lucille
- 1991: Famille mienne: Maryse
- 1993 : Les Amoureuses : Hélène
- 1997 : Au cœur de la vérité le mensonge (Loss of Faith) : Beth Barker
- 1998 : C't'à ton tour, Laura Cadieux : Mme Tardif[14]
- 1998 : Un hiver de tourmente : Claire / Adoption
- 1998 : In Her Defense : Debra Turner
- 1998 : Home Team : Karen
- 1999 : Who Gets the House? : Rebecca Reece[15]
- 2000 : Stardom : Italasia Reporter
- 2001 : Le Signe des quatre (The Sign of Four) : Miss Morstan[16]
- 2002 : L'Odyssée d'Alice Tremblay : Alice Tremblay[17]
- 2003 : Mambo italiano : Pina Lunetti[18]
- 2003 : Les Invasions barbares : Premier amour
- 2005 : Maman Last Call : Alice Malenfant
- 2012 : Avant que mon cœur bascule : Françoise
- 2017 : C'est le cœur qui meurt en dernier : Madame Lapierre
- 2020 : Mon cirque à moi : Patricia
- 2023 : Testament  de Denys Arcand : Suzanne Francoeur

#### Télévision
- 1979-1982 : Chez Denise : Michèle Dussault
- 1984-1985 : Le 101, ouest, avenue des Pins : Michèle Dussault
- 1990 : Desjardins : la vie d'un homme, l'histoire d'un peuple : Aurélie
- 1991-1992 : Urban Angel : Sylvie Bélanger
- 1991-1994 : Marilyn : Geneviève L'heureux
- 1992-1995 : Scoop : Manon Berthiaume
- 1994 : Les Grands Procès : Jeanne Schneider
- 1995-1996 : Les Héritiers Duval : Désirée Defoy
- 1996-1997 : Urgence : Hélène Côté
- 1996 : Omertà I : Denise Deslongchamps
- 1997 : Omertà II (Omertà, la loi du silence) : Denise Deslongchamps
- 1998 : Quai n°1 : Susan Lecoeur
- 2000-2004 : Fortier : Anne Fortier
- 2014-2018 : Au secours de Béatrice : Béatrice Clément
- 2018 : Plan B : Florence Morin (saison 2)
- 2019 : Unité 9 : Anne Dumouchelle

#### Théâtre
Source : Agence Maxime Vanasse
- 1998 : Le Mariage de Figaro : la comtesse
- 1997 : Des hommes d’honneur : Joanne Galloway
- 1995 : Les Trois Sœurs : Olga
- 1994 : Après la chute : Holga
- 1994 : Le Dindon : Maggy Soldignac
- 1993 : Les Belles Sœurs : Pierrette Guérin
- 1992 : Les Fourberies de Scapin : Hyacinthe
- 1991 : Écho
- 1991 : La Visite de la vieille dame : institutrice
- 1991 : Comme il vous plaira : Rosalind
- 1989 : Le Vrai Monde : Mariette[20]

### Productrice
- 2000-2004 : Fortier
- 2003 : Le Petit Monde de Laura Cadieux
- 2014-2018 : Au secours de Béatrice
- 2018- : Les Invisibles[21]

### Réalisatrice
- 2003 : Fortier (épisodes 4 et 5)
- 2006 : Un homme mort
- 2007-2013 : La Galère
- 2008 : Nos étés (saison 4)
- 2009 : Les Grandes Chaleurs
- 2014 : Nouvelle Adresse
- 2014-2018 : Au secours de Béatrice
- 2018: Charlotte a du fun
- 2018- Les Invisibles (co-réalisation avec Alexis Durand-Brault)[21]

### Écriture
- 2014 : La Petite Reine (co-écriture avec Catherine Léger)

## Distinctions

### Récompenses
- 1996 - Prix Gémeaux : Meilleure interprétation féminine dans un rôle de soutien dramatiques : Omertà I
- 1997 - Prix MetroStar : Rôle féminin - Télésérie québécoise : Omertà
- 1998 - Prix MetroStar : Rôle féminin - Télésérie québécoise : Omertà
- 1998 - Prix MetroStar: La MetroStar - Personnalité féminine
- 1998 - Prix MetroStar : Rôle féminin - Télésérie québécoise : Omertà II, La loi du silence
- 2000 - Prix Gémeaux : Meilleure interprétation premier rôle féminin dramatique : Fortier
- 2001 - Prix MetroStar : Rôle féminin - Télésérie québécoise : Fortier
- 2001 - Prix MetroStar : La MetroStar - Personnalité féminine
- 2002 - Prix MetroStar : Rôle féminin - Télésérie québécoise : Fortier
- 2002 - Prix MetroStar : La MetroStar - Personnalité féminine (ex æquo avec Véronique Cloutier)
- 2003 - Prix MetroStar : Rôle féminin - Télésérie québécoise : Fortier
- 2003 - Prix MetroStar : La MetroStar - Personnalité féminine
- 2004 - Prix MetroStar : Rôle féminin - Télésérie québécoise : Fortier
- 2015 - Prix Gémeaux : Meilleur premier rôle féminin, téléroman québécois: Au secours de Béatrice
- 2019 - Prix Gémeaux : Meilleur premier rôle féminin, série dramatique : Plan B[22]

### Nominations
- 2004 - Prix Gémeaux : Meilleure réalisation : Fortier
- 2013 - Prix Jutra : Meilleure actrice de soutien : Avant que mon cœur bascule
- 2013 - Prix Gémeaux : Meilleure réalisation - comédie : La Galère
- 2015 - Prix Artis : Rôle féminin, série dramatique annuelle: Au secours de Béatrice
- 2015 - Prix Artis : Personnalité féminine de l'année
- 2016 - Prix Artis : Rôle féminin, série dramatique annuelle: Au secours de Béatrice
- 2016 - Prix Artis : Personnalité féminine de l'année
- 2016 - Prix Gémeaux : Meilleur premier rôle féminin, téléroman québécois: Au secours de Béatrice
- 2017 - Prix Gémeaux : Meilleur premier rôle féminin, téléroman québécois: Au secours de Béatrice[23]
- 2018 - Prix Artis : Rôle féminin, série dramatique annuelle: Au secours de Béatrice